# 그로스아일렛구

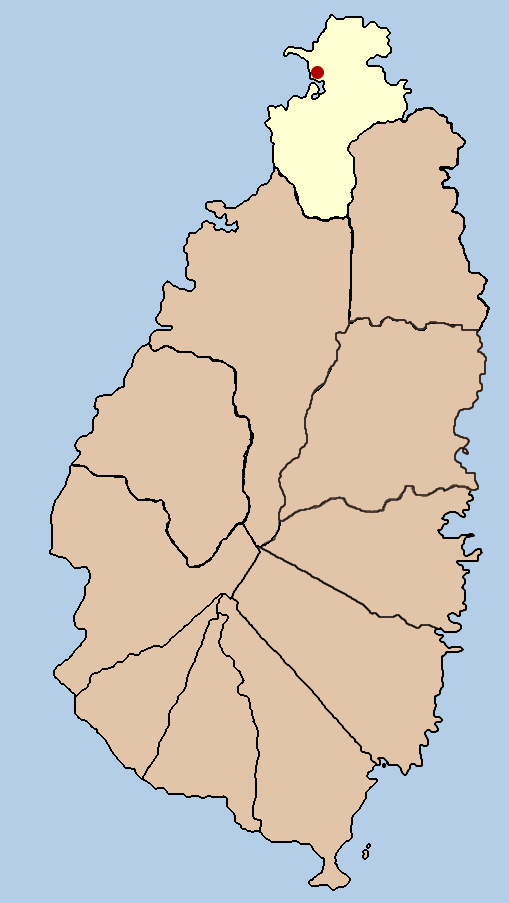
그로스아일렛 구의 위치

그로스아일렛구(영어: Gros Islet Quarter)는 세인트루시아 북부에 위치한 구로 면적은 101km2, 인구는 19,816명(2001년 기준)이다.